# Distretto di El Oro
Il distretto di El Oro è un distretto del Perù nella provincia di Antabamba (regione di Apurímac) con 516 abitanti al censimento 2007 dei quali 342 urbani e 174 rurali.
È stato istituito il 18 agosto 1961.